# Langwith (Derbyshire)
Langwith est une paroisse civile et un village du Derbyshire, en Angleterre.